# Tachardiella nigra
Tachardiella nigra är en insektsart som beskrevs av Fonseca 1975. Tachardiella nigra ingår i släktet Tachardiella och familjen Kerriidae. Inga underarter finns listade i Catalogue of Life.